# Télescope de Trente Mètres
Le Télescope de Trente Mètres (en anglais : Thirty Meter Telescope : TMT, parfois traduit en « Trente mètres Télescope » pour conserver le sigle) est un projet d'observatoire astronomique terrestre situé à Hawaï et doté d'un miroir segmenté de 30 m de diamètre, capable d'observer depuis le proche ultraviolet jusqu'à l'infrarouge moyen (de 0,31 à 28 μm). Un système d'optique adaptative corrigera le flou des images causé par l'atmosphère terrestre. Aux longueurs d'onde supérieures à 0,8 μm, cette correction permettra des observations avec une résolution spatiale dix fois supérieure à celle du télescope spatial Hubble. En mode vision naturelle, le TMT aura une sensibilité supérieure d'un facteur dix par rapport aux télescopes terrestres existants, et en mode optique adaptative, d'un facteur 100. Le TMT fera partie de la nouvelle génération des Extremely Large Telescope (ELT).

## Projet scientifique
Le TMT sera un observatoire « généraliste » capable de mener des études dans une grande variété de sujets d'astrophysiques, parmi lesquels :
- énergie sombre, la matière sombre et la vérification du modèle standard de la physique des particules ;
- description des premières étoiles et des premières galaxies de l'Univers ;
- étude de l'ère de la réionisation ;
- rassemblement et évolution des galaxies ces dernières 13 milliards d'années ;
- relations entre les trous noirs supermassifs et les galaxies ;
- décomposition étoile-par-étoile des galaxies situées jusqu'à 10 millions de parsecs ;
- physique de la formation des étoiles et des planètes ;
- découverte et description des exoplanètes ;
- chimie de la surface des objets de la ceinture de Kuiper ;
- chimie et météorologie des atmosphères planétaires du Système solaire ;
- recherche de la vie sur des planètes hors du système solaire.

Le TMT a été conçu pour être complémentaire du télescope spatial James-Webb et de l'Atacama Large Millimeter Array (ALMA).

## Conception de l'observatoire
Lancé dans les années 1990, sous le nom de California Extremely Large Telescope (CELT), son développement s'est prolongé à la suite de réponses favorables. Le nom du projet a été changé pour Thirty Meter Telescope en 2003/2004, avec la modification de différentes parties prenantes à son développement. La conception du projet est décrite dans la Proposition de construction du TMT (2007).
Projet de longue date, longtemps repoussé, ce télescope n'est toujours pas en phase de construction en 2024.

### Télescope

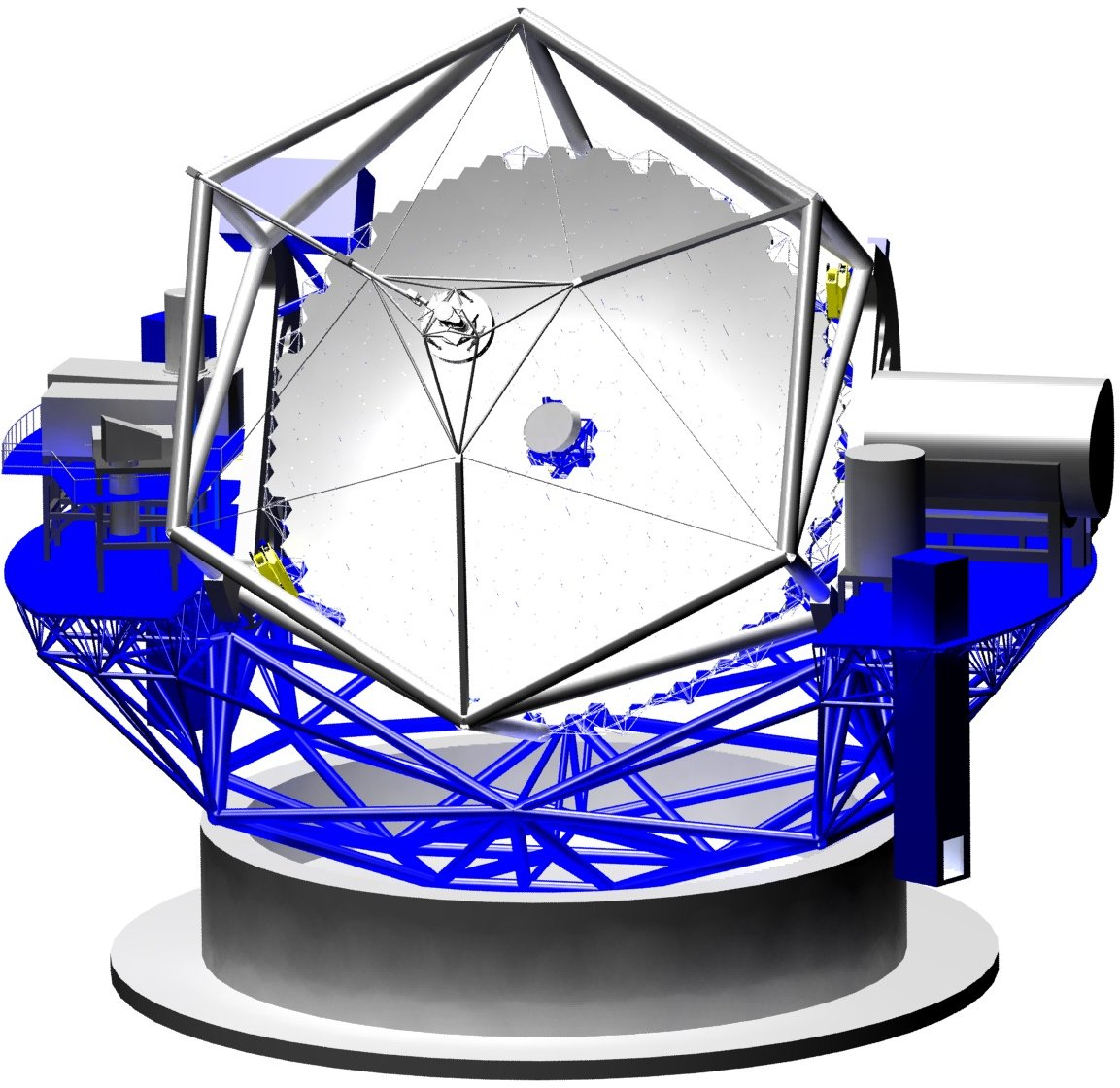
Le TMT, projet à fin 2007.

Le TMT de 30 mètres en haut à droite en bleu comparé à un terrain de tennis en bas à gauche en vert et à un terrain de basket-ball en bas à droite

L'élément central de l'observatoire du TMT sera un télescope Ritchey-Chrétien avec un miroir primaire de 30 m de diamètre. Ce miroir sera constitué de 492 facettes, miroirs élémentaires hexagonaux de 1,40 m. La forme de chaque facette et sa position par rapport aux miroirs voisins sera contrôlée par l'optique active.
Un miroir secondaire de 3 m produira un champ visuel sans obstruction de 20 minutes d'arc de diamètre avec un rapport focal de 15. Un miroir tertiaire plan dirigera la lumière vers les instruments scientifiques montés sur une grande plateforme Nasmyth. La forme de chaque télescope sera également contrôlée par l'optique adaptative.
Le télescope aura une monture altazimutale. Cette monture permettra de repositionner le télescope sur n'importe quel point du ciel en moins de 5 minutes avec une précision minimale de 2 secondes d'arc. L'objet céleste une fois pointé, le télescope assurera sa poursuite avec une précision de quelques millisecondes d'arc.
Le TMT aura une masse mobile de 2 000 tonnes, instruments compris. Sa conception résulte de celle, jugée très réussie, de l'observatoire Keck.

### Optique adaptative
Un système d'optiques adaptatives à conjugaison multiple (en anglais Multi-Conjugate Adaptive Optics ou MCAO) sera intégrée à l'observatoire. Ce système mesurera la turbulence atmosphérique en comparant la combinaison d'étoiles naturelles (réelles) et artificielles (étoile simulée par laser). Sur la base de ces mesures, une paire de miroirs déformables sera ajusté plusieurs fois par seconde et corrigera la distorsion du front d'ondes causée par ces turbulences.
Ce système produira des images à la limite de diffraction (en) sur un champ visuel d'un diamètre supérieur à 30 secondes d'arc. Par exemple, le centre de la fonction d'étalement du point aura une taille de 0,015 seconde d'arc à une longueur d'onde de 2,2 μm, presque 10 fois supérieure à celle du télescope spatial Hubble

### Instrumentation scientifique

#### Performance initiales
Au début de l'exploitation scientifique du TMT, trois instruments d'observation seront disponibles :
- le spectromètre optique à large champ (en anglais Wide Field Optical Spectrometer ou WFOS) fournira des images et des spectres depuis le proche ultraviolet jusqu'à l'optique (longueur d'onde de 0,3 à 1,0 μm) dans un champ visuel supérieur à 40 minutes d'arc. L'utilisation de masques de coupe dans le plan focal permettra à WFOS des observations de longues durées d'objets singuliers de même que l'observation de courte durée de centaines d'objets simultanément. WFOS utilisera des images naturelles (non corrigées).
- le spectromètre à images infrarouges (Infrared Imaging Spectrometer ou IRIS) sera monté sur le système MCAO et permettra la collecte d'images à la limite de diffraction ainsi que la spectroscopie intégrale de champ, l'ensemble à des longueurs d'onde du proche infrarouge (0,8–2,5 μm).
- le spectromètre infrarouge multi-objets (Infrared Multi-object Spectrometer ou IRMS) autorisera l'imagerie proche de la limite de diffraction et des coupes spectroscopiques sur un champ de vision de 2 minutes d'arc de diamètre aux longueurs d'onde du proche infrarouge (0,8–2,5 μm).

#### Programme décennal de perfectionnement
Le déploiement de six nouveaux instruments scientifiques a été planifié sur les dix premières années d'exploitation. À partir de 2010, cette prévision sera revue et mise à jour deux fois par an.
Sans ordre préférentiel, les performances scientifiques complémentaires comprendraient :
- imagerie et spectroscopie à très haut contraste des exoplanètes en infrarouge proche (1 partie pour 108 à 1,65 μm de longueur d'onde) ;
- spectroscopie échelle à la limite de diffraction (pouvoir de résolution ~ 25 000) des longueurs d'onde de l'infrarouge proche (1,0–2,5 μm) ;
- imagerie à la limite de diffraction et spectroscopie échelle (pouvoir de résolution ~ 50 000) aux longueurs d'onde de l'infrarouge moyen (8–28 μm) ;
- imagerie astrométrique de haute précision (~0,01 seconde d'arc) et (<< 0,001 seconde d'arc) astrométrie aux longueurs d'onde du proche infrarouge (1,0–2,5 μm) ;
- spectromètres multiples à intégrale de champ pouvant être déployés sur un champ de vue d'un diamètre de 5 minutes d'arc, chacun corrigé par optique adaptative aux longueurs d'onde du proche infrarouge (1,0–2,5 μm).

## Implantation
En coopération avec l'AURA, le projet TMT a procédé à une évaluation sur plusieurs années de cinq sites :
- le Cerro Armazones,
- le Cerro Tolanchar,
- et le Cerro Tolar, ces trois sites montagneux se trouvant dans la région d'Antofagasta, en république du Chili ;
- le Mauna Kea, volcan situé sur l'archipel-Etat d'Hawaï, États-Unis
- et dans la Sierra de San Pedro Mártir, sur la péninsule de Basse Californie, au Mexique.

Le conseil de direction de la TMT Observatory Corporation réduisit la liste à deux sites prédominants, un dans chaque hémisphère, en vue d'un examen approfondi : le Cerro Armazones, dans le désert d'Atacama, au Chili et le Mauna Kea sur l'île d'Hawaï. Le 21 juillet 2009, il sélectionna finalement Mauna Kea, auquel allait sa préférence. Cette décision s'appuyait sur une combinaison de critères scientifiques, financiers et politiques. La sensibilité des populations locales constitua également un critère important dans le choix du site du TMT.
Un autre site pour le télescope de trente mètres a été proposé à La Palma, dans les îles Canaries, en Espagne, mais les astronomes le considèrent comme moins favorable sur le plan scientifique. En mars 2024, il n'y avait pas de calendrier précis concernant de nouvelles dates de début ou d'achèvement de ce projet.

## Partenariat
La TMT Observatory Corporation est un partenariat regroupant :
- l'Association des Universités Canadiennes pour la Recherche en Astronomie (Association of Canadian Universities for Research in Astronomy, ACURA)  ;
- l'Institut Universitaire de Technologie de Californie (Caltech) ;
- l'université de Californie (UC).

Un programme quinquennal de conception et de développement de 80 millions de dollars US (US$) doit se terminer en 2009. Immédiatement à la suite, il se poursuivra par la construction. Les premières opérations scientifiques se profileraient alors à l'horizon 2015-2020.
- La Fondation Gordon et Betty Moore (en) a offert 200 millions de $US pour la construction. Le Caltech et l'université de Californie ont ajouté chacun 50 millions de $US. TMT poursuit activement la recherche d'autres partenaires significatifs en vue des phases de construction et d'exploitation.
- En 2008, l'observatoire astronomique national du Japon (NAOJ) a rejoint le TMT comme "collaborateur Institutionnel"[7].
- En 2009, l'Observatoire Astronomique National de l'Académie des Sciences de Chine (NAOC) s'est joint au TMT comme « observateur »[8].

Les organisations privées et publiques suivantes ont accordé au TMT des subsides en vue de son développement et de sa construction :
- la Fondation Gordon et Betty Moore (en) (USA);
- la Fondation Canadienne pour l'Innovation (en) (Canada) ;
- le Ministère de la recherche et de l'Innovation de l'Ontario (en) (Canada) ;
- le Conseil national de recherches Canada (Canada) ;
- le Conseil de recherches en sciences naturelles et en génie du Canada (NSERC) (Canada) ;
- le Fonds de Développement de la Recherche de Colombie-Britannique (Canada) ;
- l'Association of Universities for Research in Astronomy (AURA) (USA) ;
- et la National Science Foundation (NSF) (USA).